# Quarto comandamento
Quarto comandamento (La passion Béatrice) è un film del 1987 diretto da Bertrand Tavernier.

## Trama
Francia, XIV secolo, durante la guerra dei cent'anni. Il padre del piccolo François è partito per la guerra e il bambino quando scopre l'adulterio della madre, per salvare l'onore della famiglia ne uccide l'amante. Passano gli anni e François, anch'egli partito per la guerra assieme al figlio, viene fatto prigioniero dagli inglesi e la madre e la figlia Béatrice sono costrette ad impiegare tutto il patrimonio della famiglia per riscattarli.

## Distribuzione
La pellicola ha avuto diverse titolazioni nei diversi paesi in cui è stato distribuito:
- Francia: La passion Béatrice (titolo originale)
- Argentina: La pasión de Beatriz
- Finlandia: Intohimojen keskiaika
- Germania: Die Passion der Beatrice
- Italia: Quarto comandamento
- Spagna: La pasión de Beatriz
- USA: Beatrice / The Passion of Beatrice

## Riconoscimenti
- Premio César: migliori costumi (Jacqueline Moreau)